# Stenopodainae
Stenopodainae (лат.) — подсемейство хищных клопов из семейства хищнецов (Reduviidae, отряд полужесткокрылые).

## Описание
Отличаются следующими признаками: крупными пятиугольными и шестиугольными ячейками на кориуме и 2 смежными ячейками на крыловых мембранах полунадкрылий, удлинённым первым члеников усиков и следующими члениками, выступающими вперёд усиковыми бугорками. Яйца откладывают по одному в почву; некоторые виды ведут ночной образ жизни и отлавливаются на световые ловушки.

## Распространение и местообитания
Встречаются, главным образом в тропиках. Обнаруживаются на почве, в том числе, песчаной.

## Систематика
Выделяют 113 родов и 713 видов. Таксон Stenopodainae рассматривается монофилетическим (Weirauch 2008, Weirauch and Munro 2009, Hwang and Weirauch 2012) и филогенетически близким к подсемейству Triatominae и родам Zelurus Burmeister и Opisthacidius Berg из подсемейства Reduviinae (Hwang and Weirauch 2012).
- Apronius Stål
- Arenaeocoris
- Aulacogenia Stål, 1870
- Bardesanes Distant, 1909
- Canthesancus Amyot and Serville, 1843
- Catala
- Caunus Stål, 1865
- Ctenotrachelus
- Diaditus
- Duriocoris Miller, 1940
- Hemisastrapada Livingstone and Ravichandran, 1988
- Kumaonocoris Miller 1952
- Narvesus
- Neoklugia Distant 1919
- Neothodelmus Distant 1919
- Oncocephalus Klug 1830
- Planeocoris
- Pygolampis Germar 1817
- Sastrapada Amyot and Serville, 1843
- Staccia Stål, 1865
- Stenopoda
- Stirogaster
- Streptophorocoris Miller 1957
- Thodelmus Stål, 1859